# Mésa Vounó
Mésa Vounó är ett berg i Grekland.   Det ligger i regionen Sydegeiska öarna, i den sydöstra delen av landet, 240 km sydost om huvudstaden Aten. Toppen på Mésa Vounó är 340 meter över havet. Mésa Vounó ligger på ön Santorini.
Terrängen runt Mésa Vounó är kuperad åt nordväst, men västerut är den platt. Havet är nära Mésa Vounó åt sydost. Närmaste större samhälle är Firá, 7,5 km nordväst om Mésa Vounó. 